# Donum vitae
Donum Vitae (dal latino: Il dono della vita) è un'istruzione sul "rispetto della vita umana nella sua origine e la dignità della procreazione" emanata il 22 febbraio 1987 dalla Congregazione per la dottrina della fede. Il documento, siglato da Joseph Ratzinger e Alberto Bovone e approvato da Giovanni Paolo II, affronta varie questioni biomediche dal punto di vista della Chiesa cattolica: tutela della vita, interruzione di gravidanza, fecondazione artificiale omologia e eterologa, surrogazione di maternità e diagnosi prenatale.
Redatto per rispondere ai quesiti di vescovi e teologi, scienziati e medici, al 2025 il documento rappresenta la più completa esposizione dei principi della morale cattolica in merito alle tecniche biomediche che consentono di intervenire all'inizio della vita dell’essere umano e nella procreazione.
Il materiale dottrinale non è rivolto solo a tutte le coppie sposate, in particolare quelle cattoliche, ma anche a farmacisti, medici, esperti di etica, teologi, politici e industriali, in modo che possano cercare di affrontare insieme questi problemi. Anche altri documenti correlati, come l'Humanae vitae, sono stati scritti per un'ampia varietà di individui e specialisti in materia.
Il documento indica specificamente che la Chiesa è contraria alla fecondazione in vitro (FIVET). La Chiesa afferma che il diritto alla vita è il fondamento di ogni altro diritto, che la vita deve essere tutelata fin dal primo istante del suo concepimento (l'embrione è pienamente un essere umano a tutti gli effetti) e che il dono della vita deve avvenire all'interno del matrimonio, senza far venire meno il fine unitivo e procreativo proprio del sacramento sponsale: l'amore coniugale e la sessualità all'interno del matrimonio sono finalizzati alla procreazione naturale della prole. Il testo condanna anche la diagnosi prenatale, tecnica invasiva che espone il feto al rischio di morte, nonché il rischio di aborti eugenetici qualora si siano rilevate malformazioni o malattie ereditarie del nascituro.
Il divieto riguarda sia la fecondazione eterologa (con donatore esterno di ovulo femminile o seme maschile) che omologa. Dato che la FIVET era relativamente nuova all'epoca, questa posizione suscitò un vivace dibattito quando fu annunciata per la prima volta.
La terza parte dell'istruzione affronta questioni morali nel contesto della legislazione statale.
Nel 2008, l'istruzione Dignitas personae fu pubblicata come supplemento per affrontare questioni e tecnologie bioetiche più recenti.